# Psyra massuii
Psyra massuii là một loài bướm đêm trong họ Geometridae.